# Ratpenat orellut pilós
El ratpenat orellut pilós (Micronycteris hirsuta) és una espècie de ratpenat que viu des d'Hondures, a Centreamèrica, fins al Brasil i el Perú, a Sud-amèrica.